# Bandera de Pravia
La bandera de Pravia (Asturias), es rectangular, de un largo equivalente a 3/2 el ancho, y el paño es monocolor morado. En el centro, lleva el escudo del concejo con los 6 cuervos característicos.
- Datos: Q10966458